# Jeżówka (zbocze)
Jeżówka (niem. Igelshubel, (640–700 m n.p.m.) – zbocze w Karkonoszach na terenie Karkonoskiego Parku Narodowego.
Zalesione zbocze nad potokiem Sopot, powyżej wsi Jagniątków jest zakończeniem Długiego Grzbietu.